# Kohlstädt
Kohlstädt ist ein Ortsteil der Gemeinde Schlangen im Kreis Lippe in Nordrhein-Westfalen.

## Geschichte
Erste Erwähnung fand Kohlstädt um das Jahr 1036 unter dem Namen Colstidi. Der Name Kohlstädt erklärt sich selbst als Stätte der Kohle. Im Mittelalter wurde aus den lippischen Wäldern Holzkohle gewonnen. 
In einer Urkunde von 1365 wird über die „Kohlenstätten“ berichtet, und Kohlenmeiler rauchten bis in die 1930er Jahre. 
Am 1. Januar 1970 wurde Kohlstädt nach Schlangen eingemeindet.
Heute hat Kohlstädt 1244 Einwohner, Stand 1. Januar 2023.

## Hohlsteinhöhle
Nahe dem 433 Meter hohen Hohlstein liegt die schon 1779 erforschte, sagenumwobene ca. 185 Meter lange Hohlsteinhöhle. Sie hat sich, ebenso wie die Bielsteinhöhle am Bauerkamp und das Lukenloch, im Plänerkalk gebildet.

## Burgruine
Neben der Strothe, die den Ort durchfließt, steht die Ruine der Kleinen Herrenburg.
Die mit stabilem Mauerwerk versehene Anlage aus Turm und Versorgungshof wurde um 1000 bis 1200 n. Chr. wahrscheinlich von den Schwalenberger Grafen errichtet. Sie kontrollierte den alten Pass entlang der Strothe über den Teutoburger Wald mit dem Kreuzungspunkt am Sennehellweg. Deshalb ist sie ein typisches Beispiel für eine Zoll- und Versorgungsstation mit ausgeprägtem Verteidigungscharakter aus dieser Zeit.

## Verkehr
Kohlstädt liegt an der B 1, die Kohlstädt mit Paderborn bzw. Hameln und Detmold verbindet. Der nächstgelegene Anschluss an die Autobahn ist die Anschlussstelle Paderborn-Elsen an die A 33.
Im ÖPNV verkehren die Regionalbuslinie 450 Paderborn – Horn-Bad Meinberg. und die Schnellbuslinie S 50 durch Kohlstädt. Die nächstgelegenen Bahnhöfe sind Horn-Bad Meinberg, etwa 10 Kilometer und Paderborn Hauptbahnhof etwa 15 Kilometer von Kohlstädt entfernt.

## Landschaftsschutzgebiete
Die Landschaftsschutzgebiet Heckenlandschaft südlich Kohlstädt, Landschaftsschutzgebiet Hecken-Grünlandkomplex nordöstlich Kohlstädt und Landschaftsschutzgebiet Unteres Strothetal grenzen direkt an die Bebauung des Dorfes, während das Landschaftsschutzgebiet Hecken-Grünlandkomplex nördlich Kohlstädt etwas vom Dorf entfernt liegt.

## Söhne und Töchter der Stadt
- Mette Deppe († 1586 in Detmold) war Opfer der Hexenverfolgung in Schlangen.